# Blå brandmand
Blå brandmand (Cyanea lamarckii) tilhører gruppen af storgopler ligesom den almindelige røde brandmand. Den har tentakler med nældeceller med gift, der ved berøring udløses og derefter brænder offeret. Den blå brandmand er forholdsvis sjælden ved de danske kyster, men forekommer dog i mindre tal i perioden maj – september. Den kan generelt findes fra Biscayen til Island, men er mest almindelig på sydvestkysten af Storbritannien og i den sydlige del af Nordsøen. 
Brandmanden kan blive op til 30 cm i diameter, men bliver sjældent større end omkring 15 cm i Danmark. Dyrets klokkeformede krop er en smule mere hvælvet end slægtningen den røde brandmands. Herudover adskilles de to arter lettest på størrelsen og farven, da den blå brandmands kropshule er farvet stærkt blå evt. med stænk af orangegult. 
Medusestadiet, som vi kender som brandmanden, lever pelagisk, mens polypstadiet fæstnes på bunden, muligvis omkring de britiske øer og i den sydlige del af Nordsøen. Afsnøring af meduseformerne fra den fastsiddende polyp sker i perioden januar – marts.